# 白金台女子ゴルフ部
白金台女子ゴルフ部（しろかねだいじょしゴルフぶ、SHIROGANEDAI LADIES' GOLF CLUB）は、強くて可愛い強かわ女子ゴルファーを応援するプロジェクト。略称“白女”（しろじょ）。
第1弾番組をゴルフネットワークで2020年4月15日 - 2020年7月1日に放送。地上波では関西テレビ（カンテレ）でゴルフネットワークの本放送より6日先行で放送した。
第2弾を同年10月4日から12月20日までゴルフネットワークとBS日テレで放送された（BS日テレはゴルフネットワークの本放送から5時間遅れで放送）。
第3弾を2021年4月4日から6月20日までBS日テレで放送。
2023年現在、いずれもAmazon Prime Videoで視聴することができる。
テレビ放送は第3弾で終了したがYouTubeではその後も多数の企画を配信した。
2023年4月30日をもって白女のプロジェクトとファンクラブの運営を終了した。なお、YouTubeではその後放送当時白女の番組を制作した番組制作会社の社員でマネージャー役だった加藤みなみが『みなみチャンネル』のタイトルで引き続き継続している。

## 概要
将来活躍が期待される、強くてかわいい「強かわ女子ゴルファー」を応援するプロジェクトとして立ち上げた。番組では第1弾として結成した部員16名によるダブルス戦を繰り広げながら、メンバーたちの個性や技術にもフォーカスする。
第2弾はさらに新メンバーも加わり、東西対抗形式で行われる。キャプテンは東軍が進藤大典、西軍が藤本敏雪（通称・フジモンティ）がそれぞれ務めた。
第3弾は2017年の賞金王・宮里優作率いる男子プロ軍団を相手にダブルスとシングル計7試合を行い、合計ポイントで勝敗を競う。

## 出演
- ☆印は第1弾のみ出演。□印は第2弾までの出演。◎印は第2弾のみの出演。

- 江口紗代
- 井上莉花
- 岡田唯花□
- 植手桃子[11]
- 高木優奈☆
- 八巻セイラ[12][13]
- 稲葉七海□
- 野田すみれ☆[14]
- 篠崎愛[15]
- 前田衣里奈□
- 越雲みなみ
- 山下美樹
- 小澤美奈瀬☆
- 木村紗奈
- 原田怜奈□
- 荒川侑奈☆
- 佐久間夏美◎
- 中尾柴乃◎
- 松崎麻矢◎
- 楠本彩乃◎
- 古川茉由夏◎

## 番組テーマ曲
- オープニング
  - チロル「君ノハジマリ」（第1弾）
  - まなみのりさ「Re:start」（第2・3弾）
- エンディング
  - まなみのりさ「LUCK SONG」（第1・2弾）

## スタッフ
- 部長：石井紹良（マイシアターD.D.代表取締役）
- マネージャー：渡辺ゆりあ、加藤みなみ[16]、入江加奈子[17]
- TD：渡辺明
- 撮影：豊岡優太
- VE：高木大介
- ドローン：田中佳津樹、志賀崇伸
- 編集：沼田葉子
- 効果・ミキサー：青木雅春
- 楽曲協力：トイル&モイル
- 技術協力：東通
- 撮影協力：グランフィールズカントリークラブ（第1弾）、朝霧カントリークラブ（第2弾）
- ディレクター：大島明
- プロデューサー：杉田浩光
- 制作協力：デジタルモンキーズ（第1弾）
- 制作：テレビマンユニオン
- 企画・製作：マイシアターD.D.

## ネット局
第1弾
| 放送対象地域 | 放送局                 | 系列           | 放送時間                          | 放送期間                     | 備考    |
| ------------ | ---------------------- | -------------- | --------------------------------- | ---------------------------- | ------- |
| 全国         | ゴルフネットワーク     | CS放送         | 毎週水曜日23:00 - 23:30           | 2020年4月15日 - 2020年7月1日 |         |
| 関西広域圏   | 関西テレビ（カンテレ） | フジテレビ系列 | 毎週木曜日2:55 - 3:25（水曜深夜） | 2020年4月9日 - 2020年6月25日 | 6日先行 |

第2弾
| 放送対象地域 | 放送局             | 系列   | 放送時間                | 放送期間                       | 備考            |
| ------------ | ------------------ | ------ | ----------------------- | ------------------------------ | --------------- |
| 全国         | ゴルフネットワーク | CS放送 | 毎週日曜日13:30 - 14:00 | 2020年10月4日 - 2020年12月20日 |                 |
| 全国         | BS日テレ           | BS放送 | 毎週日曜日18:30 - 19:00 | 2020年10月4日 - 2020年12月20日 | 同日5時間遅れ。 |

第3弾
| 放送対象地域 | 放送局   | 系列   | 放送時間                | 放送期間                     | 備考                               |
| ------------ | -------- | ------ | ----------------------- | ---------------------------- | ---------------------------------- |
| 全国         | BS日テレ | BS放送 | 毎週日曜日18:30 - 19:00 | 2021年4月4日 - 2021年6月20日 | ゴルフネットワークでの放送はなし。 |